# Сигнал (фільм)
«Сигнал» (англ. The Signal) — американський фантастичний трилер режисера і сценариста Вільяма Юбенка, що вийшов 2014 року. У головних ролях Лоренс Фішберн і Брентон Твейтс.
Сценаристами також були Карлайл Юбенк і Девід Фріджеріо, продюсерами — Тайлер Девідсон і Браян Кавана-Джонс. Вперше фільм продемонстрували 20 січня 2014 року на кінофестивалі Санденс у США. В Україні прем'єра фільму відбулась 11 вересня 2014 року.
Студенти Массачусетського технологічного інституту Нік, Джона і Гейлі їдуть дорогою до Каліфорнії. Зупинившись у готелі, Нік і Джона отримують дивні повідомлення від хакера NOMAD'а (укр. Кочівник). Друзі, з'ясовувавши його розташування, вирішують дослідити це місце. Після відвідин покинутого будинку студенти потрапляють до рук організації, що займається контролем контактів з позаземним життям.

## Сюжет
Троє студентів Массачусетського технологічного інституту — Джона, Нік і Гейлі — вирушають у подорож. Нік при цьому погано ходить і вважає, що Гейлі нехтує ним. Зупинившись у готелі, студенти виявляють, що хакер NOMAD насміхається з них в електронних листах, написаних капчею. Хакер вже знайомий їм, бо через його втручання Джону з Ніком ледве не вигнали з інституту. Вони вирішують знайти NOMAD'а, визначають його розташування, проте в гаданому місці нікого не зустрічають. Нічого не знайшовши в будинку, Нік і Джона чують крик Гейлі та вибігають на вулицю, де Гейлі якась сила підіймає в повітря. Потім їх засліплює біле світло.
Нік отямлюється в лабораторії. На його руці витатуйовано номер 2.3.5.41. Доктор Воллес Деймон, голова «перехідної групи», одягнений в скафандр, пояснює Ніку його становище. За його словами, студенти зустріли біля будинку хакера позаземну біологічну істоту. Нік не вірить, але Деймон показує йому запис із відеокамери, де видно обличчя істоти, що визирає з-за гілок дерева. Ніка відводять до кімнати, де Джона розмовляє з ним через вентиляційний отвір, кажучи, що його тіло дивно виглядає. Нік також помічає, що його ноги втратили чутливість. Він намагається дізнатися про стан Гейлі, але Деймон каже лише, що «це поки що неможливо».
Деймон виконує перевірки розумових здібностей Ніка, хоча відмовляється пояснити їхнє призначення. Потім він показує, що Гейлі перебуває в комі. Джона припускає, що все в лабораторії відбувається за розпорядком і є одна година, коли за студентами не спостерігають.
Дослідники в іншій частині лабораторії піддають корову невідомій небезпеці. В той час Нік намагається втекти в інвалідному візку, але його повертають назад. Все, що він дізнається — це те, що «суб'єкта хтось звільнив», і погрожує персоналу лабораторії покарати їх. Тоді Деймон таємниче зазначає, що Нік розмовляв не з Джоною.
Нік знову тікає та намагається забрати Гейлі. Після того, як його знову повертають на місце, Нік із жахом бачить, що його ноги були ампутовані та замінені протезами. Він вчиться ходити на них і тікає втретє разом з Гейлі, яка опритомніла. Цього разу обоє опиняються в пустелі.
Поїхавши автостопом зі старою жінкою, Нік і Гейлі чують від неї дивні захоплені розмови про «янголів Божих», які «стежать за нами». Потім студенти викрадають вантажівку, щоб об'їхати довгий каньйон, який кільцем оточує лабораторію. Вони знаходять Джону в костюмі захисту, замаскованого під одного з працівників лабораторії. Джона показує, що його передпліччя та руки були замінені протезами. Він припускає, що всі троє опинилися в Зоні 51 (оскільки їхні номери в сумі дають 51), і що це все певний експеримент. Потім з'ясовується, що в хребет Гейлі вживлено невідомі імплантати.
Тріо під'їжджає до контрольно-пропускного пункту. Джона намагається зламати комп'ютерну систему, щоб поїхати далі, але потрапляє під обстріл охоронців. Поранений Джона лишається затримати охоронців у самовбивчій спробі дати Ніку та Гейлі шанс утекти. Однак втеча Ніка та Гейлі триває недовго. Коли вони наближаються до єдиного мосту, який веде через каньйон, то стикаються з Деймоном і військовими. Гейлі забирають на вертольоті. Нік розуміє, що Деймон — це NOMAD («Damon» навпаки). Деймон каже, що це Нік прийшов шукати його, тому на ньому лежить вина за все, що сталося. Деймон додає, що Нік є «ідеальною інтеграцією людської волі та інопланетних технологій». Збентежений Нік користується своїми протезами, щоб перебігти міст, і пробиває невидиму перепону, на якій зображався довколишній краєвид.
Нік опиняється всередині споруди, в яку зазирає Деймон, показуючи, що він робот. Озирнувшись, Нік бачить відкритий космос. Уся споруда з пустелею та лабораторією виявляється частиною величезної космічної станції.

## У ролях
| Актор          | Персонаж                            | Роль      |
| -------------- | ----------------------------------- | --------- |
| Брентон Твейтс | Нік Істман англ. Nic Eastman        | студент   |
| Лоренс Фішберн | Вілльям Деймон англ. William Damon  | науковець |
| Олівія Кук     | Гейлі Петерсон англ. Haley Peterson | студентка |
| Бо Кнапп       | Джона Брек англ. Jonah Breck        | студент   |
| Лін Шей        | Мірабель англ. Mirabelle            |           |

## Сприйняття

### Критика
Фільм отримав загалом змішані відгуки: Rotten Tomatoes дав оцінку 60 % на основі 91 відгуку від критиків (середня оцінка 5,8/10) і 38 % від глядачів із середньою оцінкою 3,1/5 (понад 10 тис. голосів). Загалом на сайті фільм має негативний рейтинг, йому зарахований «гнилий помідор» від кінокритиків і «розсипаний попкорн» від глядачів, Internet Movie Database — 6,3/10 (9 076 голосів), Metacritic — 53/100 (30 відгуків критиків) і 6,2/10 від глядачів (19 голосів). Загалом на цьому ресурсі від критиків фільм отримав змішані відгуки, а від глядачів — позитивні.
Майкл О'Салліван у газеті «The Washington Post» похвалив те, як фільм використовує атмосферу невідомого, поєднуючи її з параноєю щодо стеження та недовіри до уряду; а також візуальний стиль. Проте використання посилань на інші фільми, згідно з висновком критика, нічого в підсумку не дає.
Скотт Бовлз на сайті «USA Today» написав, що «Сигнал» надто багато приховує і крім кількох спогадів про Ніка з Гейлі, ніщо не конкретизує персонажів. Але в фільму візуально вражаюче завершення і «„Сигнал“ — один із небагатьох голлівудських науково-фантастичних фільмів, які не розповідають про героя, що стикається з неможливими шансами врятувати людство від антиутопічного майбутнього».

### Касові збори
Під час показу у США, що стартував 13 червня 2014 року, протягом першого тижня фільм показали у 120 кінотеатрах і він зібрав 155 642 $, що на той час дозволило йому зайняти 27 місце серед усіх прем'єр. Показ фільму протривав 30 днів (5 тижнів) і завершився 17 липня 2014 року. За цей час фільм зібрав у прокаті у США 600 896 доларів США при бюджеті 4 млн $.

### Нагороди та номінації[12]
| Рік  | Нагорода        | Категорія        | Номінант                  | Результат |
| ---- | --------------- | ---------------- | ------------------------- | --------- |
| 2014 | Золотий трейлер | Найкращий трилер | Focus Features, Wild Card | Номінація |

### Виноски
1. 1 2  The Signal: Release Info (англ.). Internet Movie Database. Процитовано 19 вересня 2014.
2. 1 2  Сигнал. Kino-teatr.ua. Процитовано 19 вересня 2014.
3. 1 2  The Signal (англ.). Internet Movie Database. Процитовано 19 вересня 2014.
4. 1 2  The Signal (англ.). Box Office Mojo. Процитовано 19 вересня 2014.
5. 1 2  The Signal (англ.). The Numbers. Процитовано 19 вересня 2014.
6. ↑  The Signal (англ.). AllMovie. Процитовано 19 вересня 2014.
7. 1 2  The Signal: Full Cast & Crew (англ.). Internet Movie Database. Процитовано 19 вересня 2014.
8. ↑  The Signal (англ.). Rotten Tomatoes. Процитовано 19 вересня 2014.
9. ↑  The Signal (англ.). Metacritic. Процитовано 19 вересня 2014.
10. ↑  O'Sullivan, Michael (25 серпня 2023). ‘The Signal’ movie review. Washington Post (амер.). ISSN 0190-8286. Процитовано 1 листопада 2023.
11. ↑  Bowles, Scott. 'The Signal' gives off seriously creepy vibes. USA TODAY (амер.). Процитовано 1 листопада 2023.
12. ↑  The Signal: Awards (англ.). Internet Movie Database. Процитовано 19 вересня 2014.